# Deaflympics d'hiver de 2011
Les Deaflympics d'hiver de 2011, officiellement appelés les 17e Deaflympics d'hiver, étaient prévus du 18 février 2011 au 26 février 2011 à Vysoké Tatry, en Slovaquie. Ces Deaflympics d'hiver sont annulés à cause du manque de préparation de l'équipe organisatrice et de la fraude d'un responsable du Comité d’Organisation Slovaque des Deaflympics.

## Organisation
La ville de Vysoké Tatry (Slovaquie) pour les 17e Deaflympics d'hiver a été approuvée par le 39e Congrès du Comité international des sports des Sourds le 4 janvier 2005, à Melbourne, en Australie. L'évènement est prévu du 18 février 2011 au 26 février 2011. Les 17e Deaflympics d'hiver doivent accueillir 438 athlètes de 25 pays.

## Crise dans la préparation et résiliation
Les jeux ont été annulés momentanément le 11 mai 2010. Les principales raisons invoquées pour l'annulation des Jeux étaient un manque de planification, de sécurité et de ressources. Malgré ces problèmes, le Comité d’Organisation Slovaque des Deaflympics obtient l'accord du Comité international des sports des Sourds pour continuer la préparation des 17e Deaflympics d'hiver.

Le 11 février 2011, la directrice exécutive du Comité International des Sports des Sourds, Tiffany Granfors arrive sur le site pour observer l'organisation des jeux mais elle s'aperçoit que les lieux ne sont pas prêts : les principaux organisateurs ne sont pas là pour l'accueillir et les travaux sont abandonnés. Le Comité International des Sports des Sourds annonce que le Comité d’Organisation Slovaque des Deaflympics n'a pas tenu ses promesses pour l'organisation des Jeux et donc l'annulation officielle de l'événement a lieu ce même jour à 16h.
Les athlètes américains, russes et ukrainiens et d'autres équipes déjà sur place pour se préparer sont choqués par cette situation. Les 252 athlètes de 18 pays doivent tout annuler.

## L'affaire Jaromír Ruda
Jaromír Ruda est le président du Comité d’Organisation Slovaque des Deaflympics. À la suite du fiasco des 17e Deaflympics d'hiver, il est accusé d'avoir détourné plus de 1,7 million d'euros. Il est alors condamné à une peine de prison de 13 ans,. En août 2011, il est impliqué dans 11 autres fraudes, les sommes détournées montent alors à 12,5 millions d'euros.